# Папунауа
Папунауа (исп. Papunaua) — муниципалитет на юго-востоке Колумбии, в составе департамента Ваупес.

## История
Муниципалитет был выделен в отдельную административную единицу 30 ноября 1967 года.

## Географическое положение

Муниципалитет Папунауа

Муниципалитет расположен в северной части департамента. Граничит на юго-западе с муниципалитетом Каруру, на юго-востоке — с муниципалитетом Миту, на востоке — с территорией департамента Гуайния, на севере — с территорией департамента Гуавьяре. Площадь муниципалитета составляет 5938 км².

## Население
По данным Национального административного департамента статистики Колумбии, численность населения муниципалитета в 2012 году составляла 857 человек.
Динамика численности населения муниципалитета по годам:
| 2005 | 2006 | 2007 | 2008 | 2009 | 2010 | 2011 | 2012 |
| ---- | ---- | ---- | ---- | ---- | ---- | ---- | ---- |
| 879  | 877  | 874  | 871  | 868  | 865  | 861  | 857  |

Согласно данным переписи 2005 года мужчины составляли 50,9 % от населения Папунауа, женщины — соответственно 49,1 %. В расовом отношении индейцы составляли 92,4 % от населения муниципалитета; белые и метисы — 7,6 %.
Уровень грамотности среди населения старше 15 лет составлял 85 %.